# Šarlatán (opera)
Šarlatán, Op. 14, je tragikomická opera o třech dějstvích (sedmi scénách) českého skladatele Pavla Haase. Ten je také autorem českého libreta, napsaného podle německé povídky Doktor Eisenbart od Josefa Wincklera (1881–1966) z roku 1929, založené na životě cestujícího chirurga J. A. Eisenbartha.

## Historie
Haas operu napsal v letech 1934 až 1937, poté, co 1. července 1934 dokončil své libreto. Později byl nucen skrývat inspiraci, neboť spolupráce mezi německým spisovatelem a židovským skladatelem byla zapovězena Norimberskými zákony. Skladatel tedy z libreta odstranil jakoukoli asociaci s německým originálem a změnil jméno hlavní postavy (Eisenbarta) na českého šarlatána.

### Provedení
Šestivětá suita (Op. 14) založená na motivech opery, měla za účel upozornit na premiéru. Suitu provedenou Brněnským rozhlasovým orchestrem 14. června 1937 přenášel rozhlasem. Shodou okolností byla premiéra dvakrát odložena, ale nakonec se konala 2. dubna 1938 v Zemském (dnešním Mahenově) divadle v Brně. Provedení řídil Quido Arnoldi, režii měl Rudolf Walter, výpravu František Muzika a choreografii Ivo Váňa-Psota.
To bylo také naposledy, kdy byla opera provedena. Dalšího jevištního uvedení se dočkala teprve v říjnu 1998 na operním festivalu v irském Wexfordu, i když koncertně byla provedena již v červnu 1997 v Praze, kdy byl pořízen digitální záznam společností Decca a vydán na CD jako součást série Entartete Musik.

## Instrumentace
Pickola, 2 flétny, 2 hoboje, anglický roh, 2 klarinety (B), basový klarinet (B), 2 fagoty, kontrafagot, 4 lesní rohy (F), 3 trubky (B), 5 pozounů, tuba, harfa, xylofon, tympány, činely, malé a velké bicí, triangl, I. a II. housle, viola, violoncello a kontrabas.

## Role
| Role                                                       | Role                                                       | Hlas                    | Obsazení při premiéře 2. dubna 1938 (dirigent: Quido Arnoldi) |
| ---------------------------------------------------------- | ---------------------------------------------------------- | ----------------------- | ------------------------------------------------------------- |
| Šarlatán Pustrpalk, cestující lékař-šarlatán, titulní role | Šarlatán Pustrpalk, cestující lékař-šarlatán, titulní role | baryton                 | Václav Bednář                                                 |
| Rozina, jeho žena                                          | Rozina, jeho žena                                          | soprán                  | Božena Žlábková                                               |
| Členové Pustrpalkovy suity:                                | Bakalář, oblečen jako Harlekýn                             | tenor                   | Gustav Talman                                                 |
| Členové Pustrpalkovy suity:                                | Kyška, kuchař, oblečen jako Scapino                        | tenor                   | Josef Kejř                                                    |
| Členové Pustrpalkovy suity:                                | Pavučina, oblečen jako Pantalone                           | bas                     | Vladimír Jedenáctík                                           |
| Členové Pustrpalkovy suity:                                | Zavináč, oblečen jako Pierot                               | tenor                   | Antonín Pelz                                                  |
| Členové Pustrpalkovy suity:                                | Ohnižer, oblečen jako Pulcinella                           | tenor                   | Pavel Mrázek                                                  |
| Členové Pustrpalkovy suity:                                | Provazolezec, oblečen jako Kolombína                       | bas                     | Leonid Pribytkov                                              |
| Členové Pustrpalkovy suity:                                | Krotitel hadů, oblečen jako Brighella                      | bas                     | Vlastimil Šíma                                                |
| Členové Pustrpalkovy suity:                                | Prodavač mastí                                             | bas                     | Jan Frank                                                     |
| Členové Pustrpalkovy suity:                                | 2 sluhové                                                  | baryton bas             | Josef Příhoda František Šíma                                  |
| Amaranta, krasavice                                        | Amaranta, krasavice                                        | soprán nebo mezzosoprán | Alexandra Čvanová                                             |
| Jochimus, mnich                                            | Jochimus, mnich                                            | baryton                 | Géza Fišer                                                    |
| jeho sluha                                                 | jeho sluha                                                 | tenor                   | Karel Spurný                                                  |
| Lékárník                                                   | Lékárník                                                   | bas                     | Jan Frank                                                     |
| Městský lékař                                              | Městský lékař                                              | bas                     | Bedřich Zavadil                                               |
| Dezertér                                                   | Dezertér                                                   | tenor                   | Karel Spurný                                                  |
| Hostinský                                                  | Hostinský                                                  | tenor                   | Karel Vacek                                                   |
| Šereda, cestující léčitel                                  | Šereda, cestující léčitel                                  | tenor                   | Emil Olšovský                                                 |
| jeho pomocník                                              | jeho pomocník                                              |                         | Otto Strejček                                                 |
| Král                                                       | Král                                                       | bas                     | Nikola Cvejić                                                 |
| 3 studenti                                                 | 3 studenti                                                 | tenor baryton bas       | Antonín Pelz Jan Frank František Šíma                         |
| Muž s berlemi                                              | Muž s berlemi                                              | tenor                   | Antonín Vacek                                                 |
| Další muž                                                  | Další muž                                                  |                         | Josef Kopelský                                                |
| Tesařský učeň                                              | Tesařský učeň                                              |                         | Josef Sokol                                                   |
| Hlas šíleného mlynáře                                      | Hlas šíleného mlynáře                                      |                         | Rudolf Walter                                                 |
| Taneční mistr                                              | Taneční mistr                                              |                         | Josef Sokol                                                   |
| Hráč na troubu                                             | Hráč na troubu                                             |                         | Ladislav Huňka                                                |
| Darmožrout                                                 | Darmožrout                                                 |                         | Pavel Korenkov                                                |
| Voják                                                      | Voják                                                      |                         | Josef Tupý                                                    |
| Vesničané, děti, Pustrpalkovi hudebníci, vojáci, nosiči    |                                                            |                         |                                                               |

## Nahrávky
Vladimír Chmelo (Doktor Pustrpalk), Anda-Louise Bogza (Rozina), Miroslav Švejda (Bakalář), Leo Marian Vodička (Kyška), Ladislav Mlejnek (Pavučina), Aleš Briscein (Ohnižer), Jan Ježek (Zavináč), Milan Bürger (Krotitel hadů), Luděk Vele (Provazolezec), Jitka Svobodová (Amaranta), Jiří Kubík (Jochimus), Aleš Hendrych (král), Bohdan Petrovič, Jan Markvart, Zoltán Korda, Pražský filharmonický sbor, Orchestr Státní Opery Praha, dirigent Israel Yinon; Decca Records 460 042-2 (1997)